# (11667) Testa
(11667) Testa – planetoida z pasa głównego asteroid okrążająca Słońce w ciągu 3 lat i 195 dni w średniej odległości 2,32 j.a. Została odkryta 19 października 1997 roku w Pistoia Mountains Astronomical Observatory w San Marcello Pistoiese przez Luciano Tesiego i Andrea Boattiniego. Nazwa planetoidy pochodzi od Augusto Testy, włoskiego astronoma amatora. Przed nadaniem nazwy planetoida nosiła oznaczenie tymczasowe (11667) 1997 UB1.